# Nicandro de Esparta
Nicandro (em grego: Nίκανδρος, transl. Níkandros) foi rei da cidade-Estado grega de Esparta de 750 a.C. até 720 a.C. ano da sua morte, pertenceu à Dinastia Euripôntida.
Foi o filho e sucessor de Carilau, e foi sucedido por seu filho Teopompo.
Durante o seu reinado, os messênios assassinaram Teleclo, o rei ágida, no santuário da Dama do Lago.
Nicandro invadiu a Argólida com um exército, devastando a região; nesta invasão ele tinha como aliados os asinaeans, que pouco depois foram atacados pelos argivos, que destruíram suas terras e expulsaram seus habitantes.